# The Ballad of Greenwich Village
The Ballad of Greenwich Village es un documental de 2005, dirigido por Karen Kramer, que su vez lo escribió y también se encargó de la producción junto a Karen Sharpe, los protagonistas son Edward Albee, Woody Allen, Maya Angelou y Amiri Baraka, entre otros. Esta obra fue realizada por Karen Kramer Productions, se estrenó el 22 de julio de 2005.

## Sinopsis
Se da a conocer la vida de los artistas que fueron a Greenwich Village, Nueva York a lo largo de las décadas y transformaron el aspecto de la cultura de Estados Unidos, mediante su arte y política.